# 水上浩躬

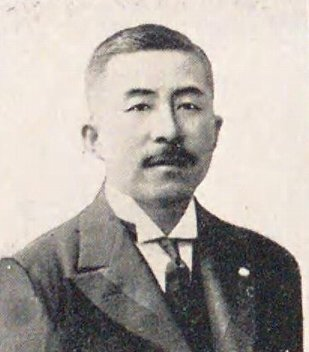
水上浩躬

水上 浩躬（みなかみ ひろみ/ひろちか、1861年8月12日（文久元年7月7日） - 1932年3月26日）は、日本の政治家。第3代神戸市長（在任：1905年9月27日 - 1909年）。神戸港の築港に取り組み、第一期工事を実現させた功績から「築港市長」と呼ばれる。肥後国（熊本県）出身。旧姓は斎藤。

## 生涯
斎藤能躬の子として、1861年8月12日（文久元年7月7日）、肥後国（熊本県）に生まれる。1892年（明治25年）3月、水上新平の養子となる。東京帝国大学卒業後、長崎県書記官、貴族院書記官、大蔵省参事官、神戸税関長、横浜税関長などを経て、1905年9月27日に神戸市長に就任。
1905年3月17日に辞任した第2代市長・坪野平太郎の後任は市会内の進歩党、政友会による抗争が原因で難航し、2度の投票をもってしても決まらず、仲裁に入った神戸商業会議所会頭岸本豊太郎が兵庫県知事服部一三、大蔵大臣阪谷芳郎らと協議した結果候補に挙がったのが水上であった。
水上には当時神戸市が懸案として抱えていた、設備面で横浜港や大阪港に大きく劣る神戸港の築港問題を解決することが期待されていた。論文「神戸港の将来及び改良策」を発表して全国的な注目を集めた水上は1906年（明治39年）に岸本豊太郎のほか兼松房次郎、松方幸次郎、川西清兵衛、直木政之介（日本燐寸製造創業者）らをメンバーとする神戸築港委員会を設置し、阪谷芳郎とのパイプを利用して政府との交渉を続けた。その結果同年12月の閣議で第一期工事が決定し、翌1907年（明治40年）に予算案が国会を通過した。同年9月16日に神戸港第4突堤で起工式が行われると神戸市内では提灯行列が3日にわたって続き、水上は「築港市長」と呼ばれるようになった。
1909年（明治42年）7月に辞表を提出。水上は体調問題を理由に挙げたが周囲には唐突な辞任に映り、県知事服部との確執など様々な憶測を呼んだ。その後は日本酒造会長、明治神宮奉賛会理事長を務めた。1932年（昭和7年）3月26日に死去。

## 栄典
位階
- 1905年（明治38年）10月10日 - 従四位[12]

勲章等
- 1906年（明治39年）4月1日 - 勲三等瑞宝章[13]